# Ле-Веллюїр-сюр-Ванде
Ле-Веллюїр-сюр-Ванде (фр. Les Velluire-sur-Vendée) — муніципалітет у Франції, у регіоні Пеї-де-ла-Луар, департамент Вандея. Ле-Веллюїр-сюр-Ванде утворено 1 січня 2019 року шляхом злиття муніципалітетів Ле-Пуаре-сюр-Веллюїр i Веллюїр. Адміністративним центром муніципалітету є Ле-Пуаре-сюр-Веллюїр. Населення — 1372 особи (01.01.2021).